# شانه‌گون
شانه‌گون (نام علمی: Pecten) نام یک سرده از تیره شانه‌گونان است.
هر دو کفه‌ی صدف شانه‌گون شیارهایی شعاعی دارند که از نوک لولا منشعب شده‌اند. بالای شیارها تخت است و فضاهای بین شیارها باریک‌تر از خود آن‌ها هستند. خط لولای هر کفه کاملاً راست است. نمایان‌ترین قسمت درون هر کفه فرورفتگی محل اتصال ماهیچه‌ی بزرگ نزدیک‌کننده است. این ماهیچه، مثل ماهیچه‌های نزدیک‌کننده‌ی همه‌ی دوکفه‌ای‌هایی که با باز و بسته کردن صدفشان شنا می‌کنند، بزرگ و قوی است. بیشتر مردم اعضای سرده‌ی شانه‌گون را به‌اسم گوش‌ماهی می‌شناسند.